# Gogo atratus
Gogo atratus es una especie de pez de la familia Anchariidae en el orden de los Siluriformes.

## Morfología
Los machos pueden llegar alcanzar los 17,1 cm de longitud total.
- Número de  vértebras: 43-44.[1]

## Hábitat
Es un pez de agua dulce y de clima tropical.

## Distribución geográfica
Se encuentra en el río Mananara du Nord (noreste de Madagascar ).